# Podstava
Podstáva je del besede ali oblike pred obrazilom, npr. lip- v besedi lipica ali kup- v obliki kupujem.
Podstavo dobimo tako, da besedi odvzamemo slovnične lastnosti:
- samostalniku obliki za rodilnik (pôtok potóka: potók- + -en > potóčen; táksi -ja: táksij- + -ski > táksijski);
- pridevniku odvzamemo imenovalniško (če je ženskega spola) oziroma rodilniško končnico (če je srednjega spola) (dóber dôbra -ega: dôbr- + -ína > dobrína);
- pri glagolu dobimo podstavo iz nedoločnika (igrati : igra- + -lec > igrálec) ali iz ženske oblike deležnika na -l (pekla : pek- + -a > péka), redkeje iz sedanjika (npr. žanjem : žanj- + -íca žanjíca).

## Glasovne premene
Pri tvorbi besede iz podstave in obrazila lahko v besedotvornem algoritmu pride do premen soglasnikov ali tudi samoglasnikov podstave.
Šest glavnih vrst takih premen je:
- palatalizacijske (nebnjenjske) premene – soglasniki k g h in c se premenjujejo s č ž š in č pred priponskimi obrazili (ta se večinoma začenjajo z í ali z ničtim funkcijsko mehkim polglasnikom: članek – člančič, breg – brežec, vrh – površina, babica – babičin;
- premene zaradi j (jotacijske) –  soglasniki t k in c se premenjujejo s č: usmrtiti – usmrčen, Loka – Ločan, golobica – golobičji; s in h s š: visok – višji, polh – polšji; z in g z ž: nizek – nižji, vrag – vražji; d z j: roditi – rojen; zvočniki n r in l dobijo še j: goniti – gonjen, umoriti – umorjen, voliti – voljen; ustničniki p b m v in f pa dobijo še lj: potopiti – potopljen, ljubiti – ljubljen, lomiti – lomljen, loviti – lovljen, škof – Škofljica;
- premene po naliki (analogiji) – d se premenjuje z j v primerih kot grad – grajski, Bled – blejski; še: kratek – krajši (po sladek – slajši);
- prilikovanjske (asimilacijske) premene – izgovorno ali slušno podoben soglasnik se priliči naslednjemu soglasniku, zlasti sičnik šumevcu ali sklopu lj/nj, zobni nosnik pa dvoustničnemu: drevesce – drevešček, leska – leščevje; pomorski – pomorščak, poslati – pošljem; shraniti – shramba;
- razlikovanjske (disimilacijske) premene – netrajni soglasnik se zamenja s trajnim: gostač – gostaški, otrok – otroški, Hrvat – hrvaški;
- krnitvene premene – v podstavi tvorjenke se izgubi kakšen soglasnik prvotne podstave: gledališče – gledališki (namesto *gledališčski); bogat – bogastvo (namesto *bogatstvo); pritisk, pritiskati – pritisniti (namesto *pritiskniti); sklep, sklepati – skleniti (namesto *sklepniti); krnitev je včasih samo pisna: materija – materialen, materializem. Poleg soglasnika se lahko izgubi tudi samoglasnik: usahnil -a – usahel -hla, minister – ministrski, ministrstvo;

## Naglasne premene
Pri tvorjenju besed lahko prihaja tudi do naglasnih premen: dêbel – debelína, debelóst, debélkast, debeloglàv.